# Gualberto Fernández
Juan Gualberto Fernández (1941. július 12. –) salvadori válogatott labdarúgókapus, olimpikon, edző.

## Pályafutása
A salvadori labdarúgó-bajnokságban a Quequeisque Santa Tecla csapatában mutatkozott be, ahol öt szezont töltött, majd az Alianza csapatához igazolt, amellyel 1967-ben bajnok lett. Ezután az Atlante San Alejo, majd az Universidad játékosa lett, utána a Platense de Zacatecoluca csapatával feljutott az első osztályba. Az aktív labdarúgástól 1977-ben búcsúzott el.
A válogatottal szerepelt az 1968-as mexikói olimpián, ahol mind a selejtezőkben, mind a három olimpiai mérkőzésen pályára lépett, igaz, ez utóbbikon mindössze egy döntetlenre futotta a csapatnak. Az 1970-es világbajnokság keretébe is bekerült, ám ott a válogatott kapuját Raúl Alfredo Magaña védte, Fernández nem lépett pályára.